# Löllbach Kálmán
Löllbach Kálmán (Salgótarján, 1879. november 5. – Budapest, Erzsébetváros, 1970. február 20.) magyar építész.

## Élete
Löllbach Gusztáv és Gärtner Emma fiaként született. A budapesti József Műegyetemen folytatott tanulmányokat. Építész oklevelet 1901-ben szerzett. Két évig tanársegédként működött. Ezt követően bejárta Európát, majd Berlinben dolgozott három évet Bruno Möhrig irodájában. Később hazatért, és a Korb Flóris–Giergl Kálmán-féle vállalkozásnál helyezkedett el. 1908-ban önállósította magát. Elsősorban iskolákat, villákat, és bérházakat tervezett az ország különböző pontjain.

## Ismert épületei
- 1910: lakóépület, Budapest, Tölgyfa utca 9.[4]
- 1910: üzemi épület és lakóház, Budapest, Vitkovics Mihály utca 9.[4][5]
- 1910: elemi iskola és óvoda, Budapest, Osztag utca 25/A-B. (A épület: később Irinyi János Gimnázium, jelenleg használaton kívül; B épület: később Ihász Dániel Közlekedésgépészeti Szakközépiskola és Gimnázium, jelenleg használaton kívül)[4][5][6] – épült Bárczy István kislakás- és iskolaépítési programja keretében
- 1910: Juhász-Mennyei villa, Budapest, Orlay utca 4.[4][5]
- 1910–1911: lakóépület, Budapest, Frankel Leó utca 20.[4]
- 1912: lakóépület, Budapest, Reáltanoda utca 4.[4]
- 1912: lakóépület, Budapest, Szép u. 5.[7]
- 1913: Karczag-villa bővítése (az épület 1844-ben épült Hild József tervei szerint)[8]
- 1913–1914: villaépület, Budapest, Bakator utca 16.[9]
- 1914: főreáliskola (1957: Katona József Gimnázium), Kecskemét, Dózsa György út 3. (Zaboreczky Ferenccel)[5][10]

### Meg nem valósult tervei
- 1907: Városháza, Szentes[5]
- 1907: Erzsébetvárosi törvényszéki palota, Budapest (Reichl Kálmánnal, III. díj)[5]
- 1908: Szent László téri vashíd, Nagyvárad (Michailich Győzővel, III. díj)[5]
- 1908: törvényszék és fogház, Zombor (Reichl Kálmánnal)[11]
- 1912: Nemzeti Színház, Budapest[5]

## Képtár

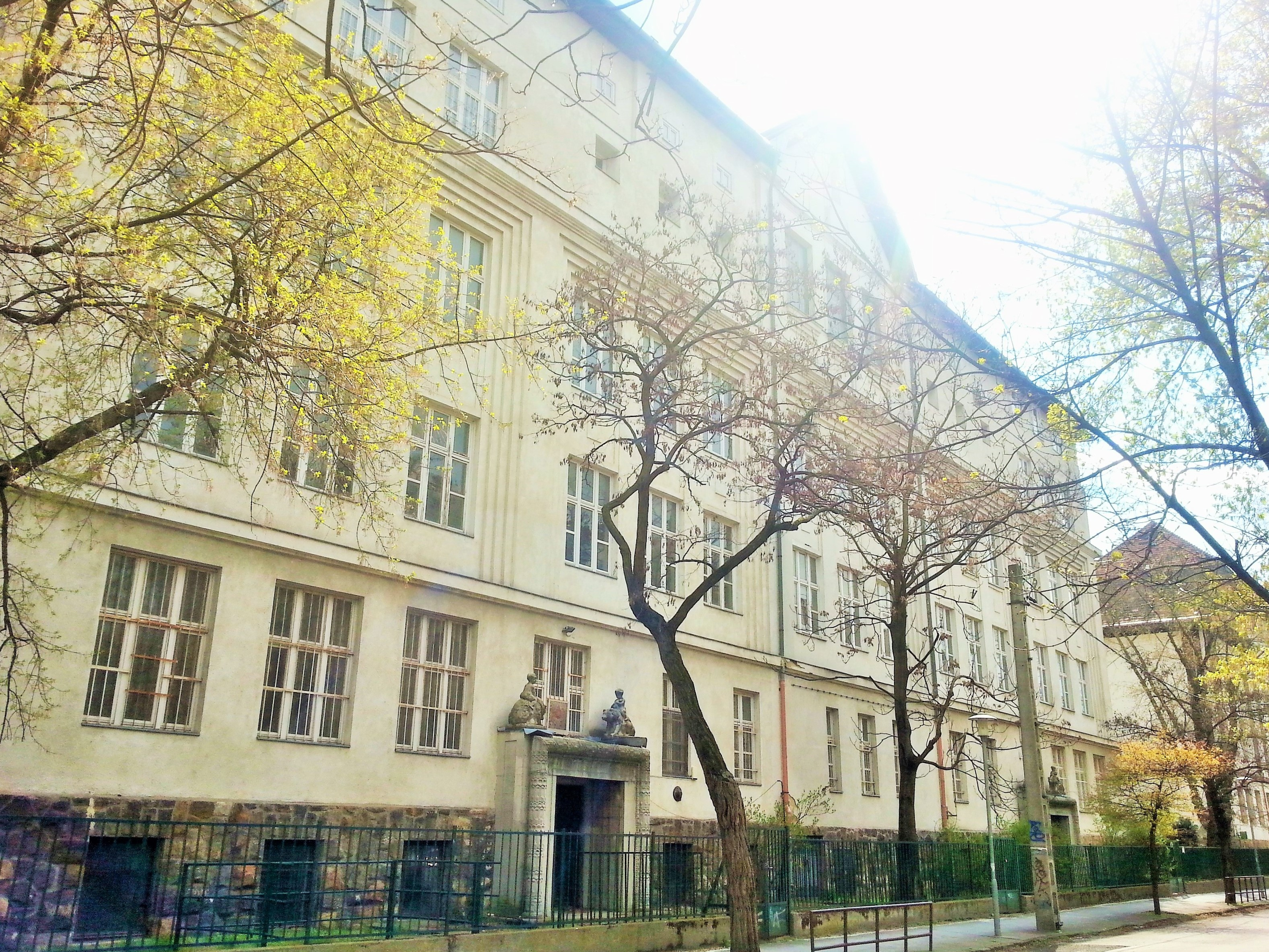
Osztag utca 25a iskolaépület, Budapest
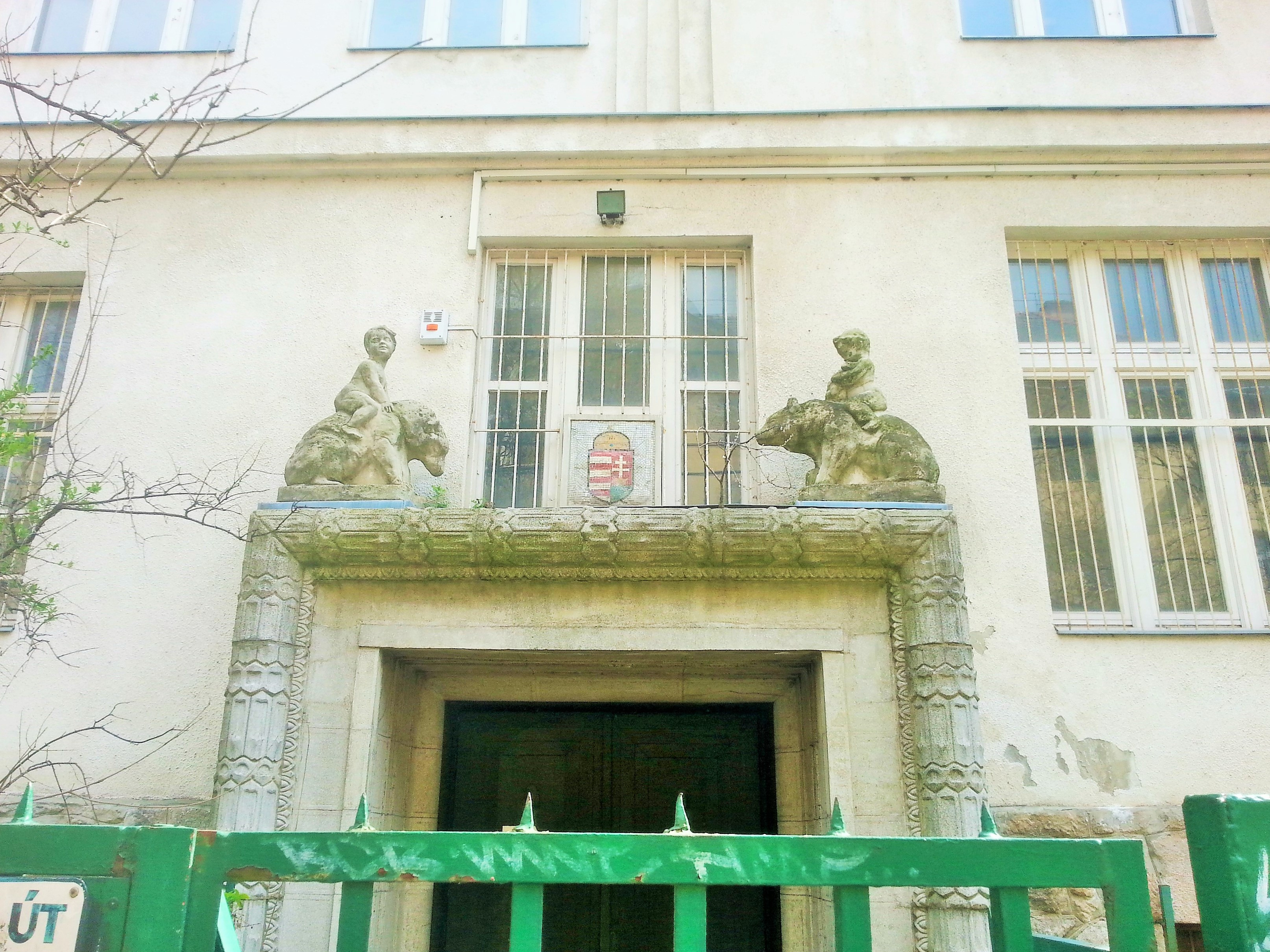
Osztag utca 25a iskolaépület, Budapest (részlet)
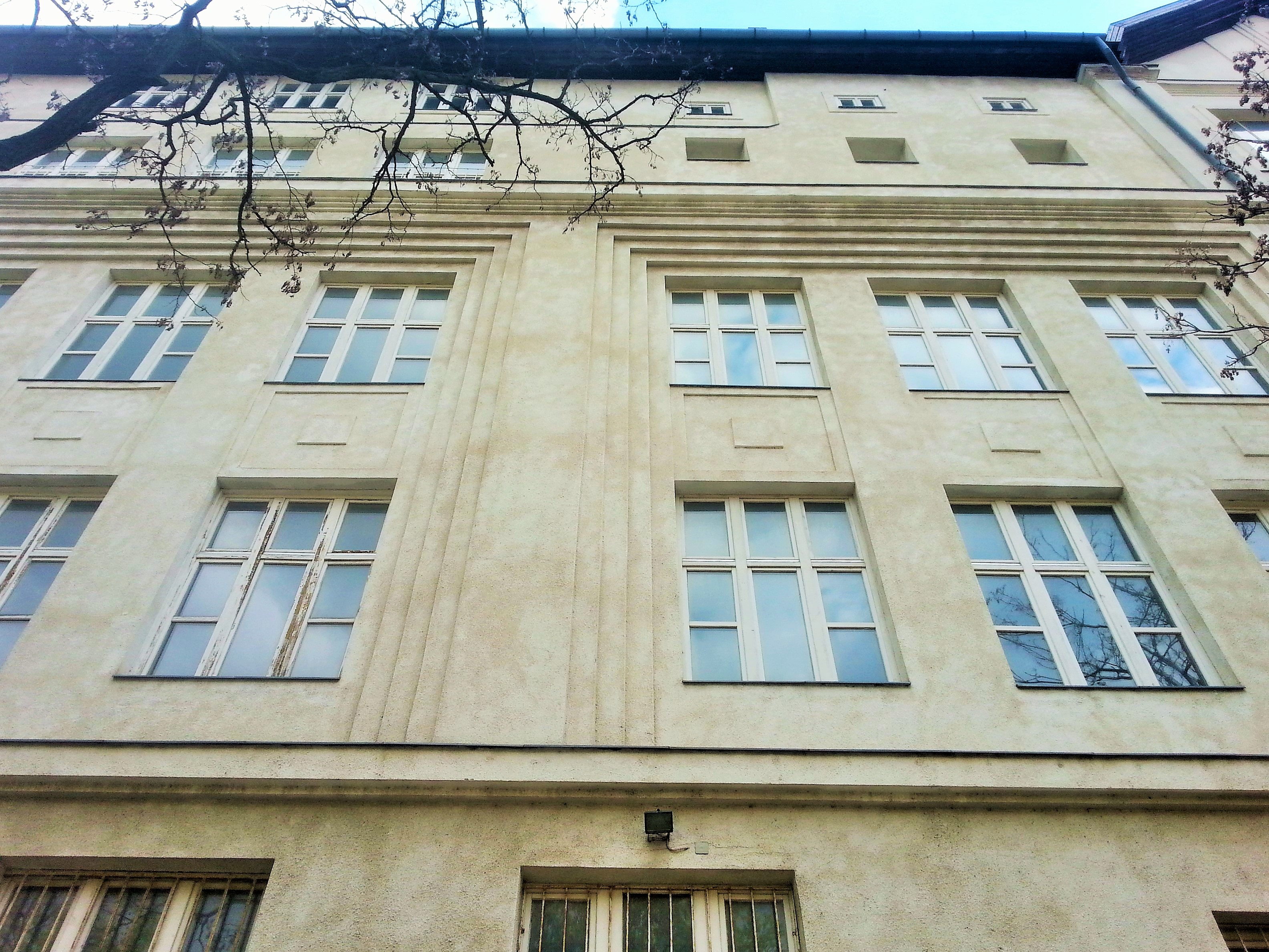
Osztag utca 25a iskolaépület, Budapest (részlet)
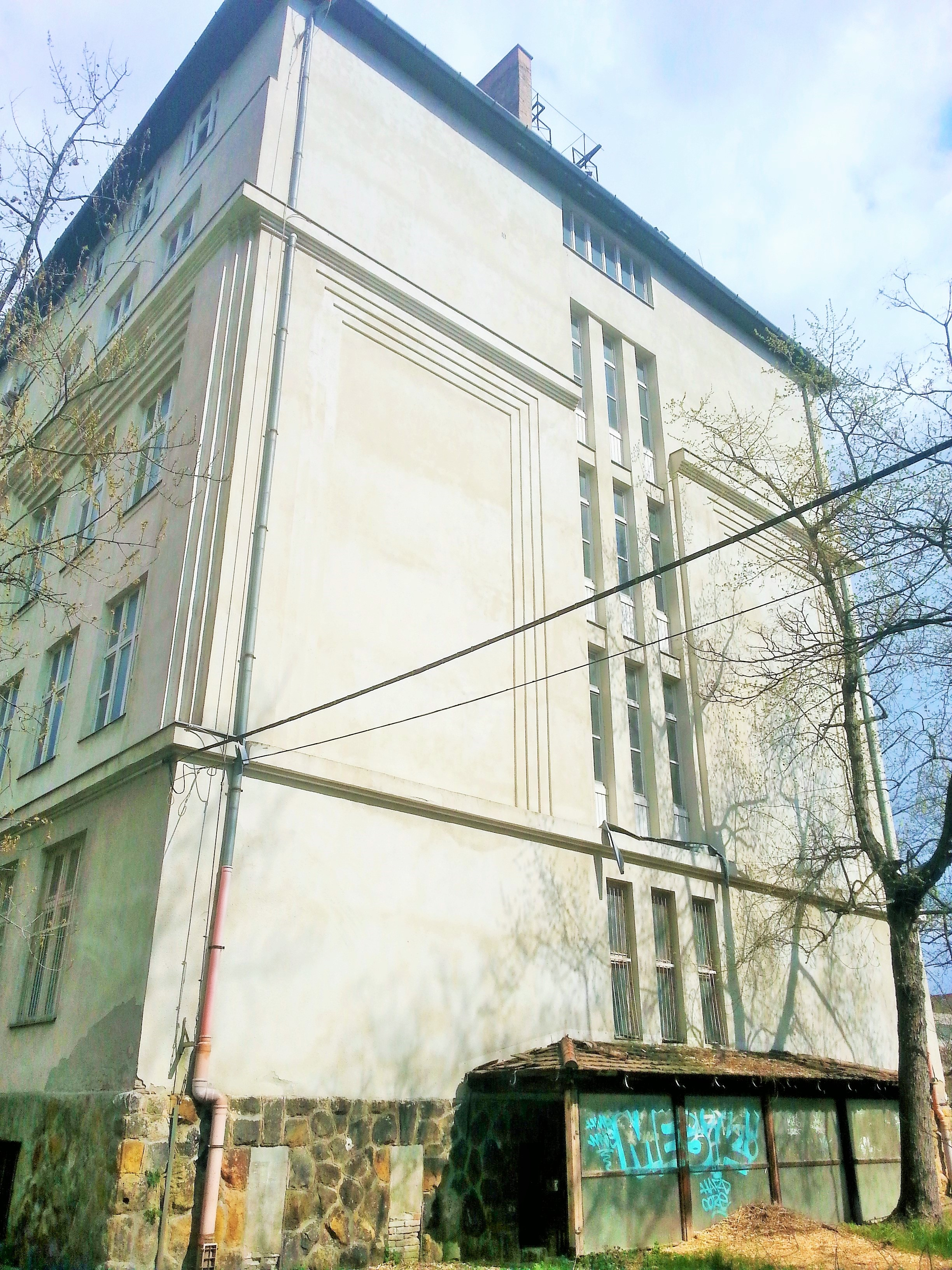
Osztag utca 25a iskolaépület, Budapest (részlet)
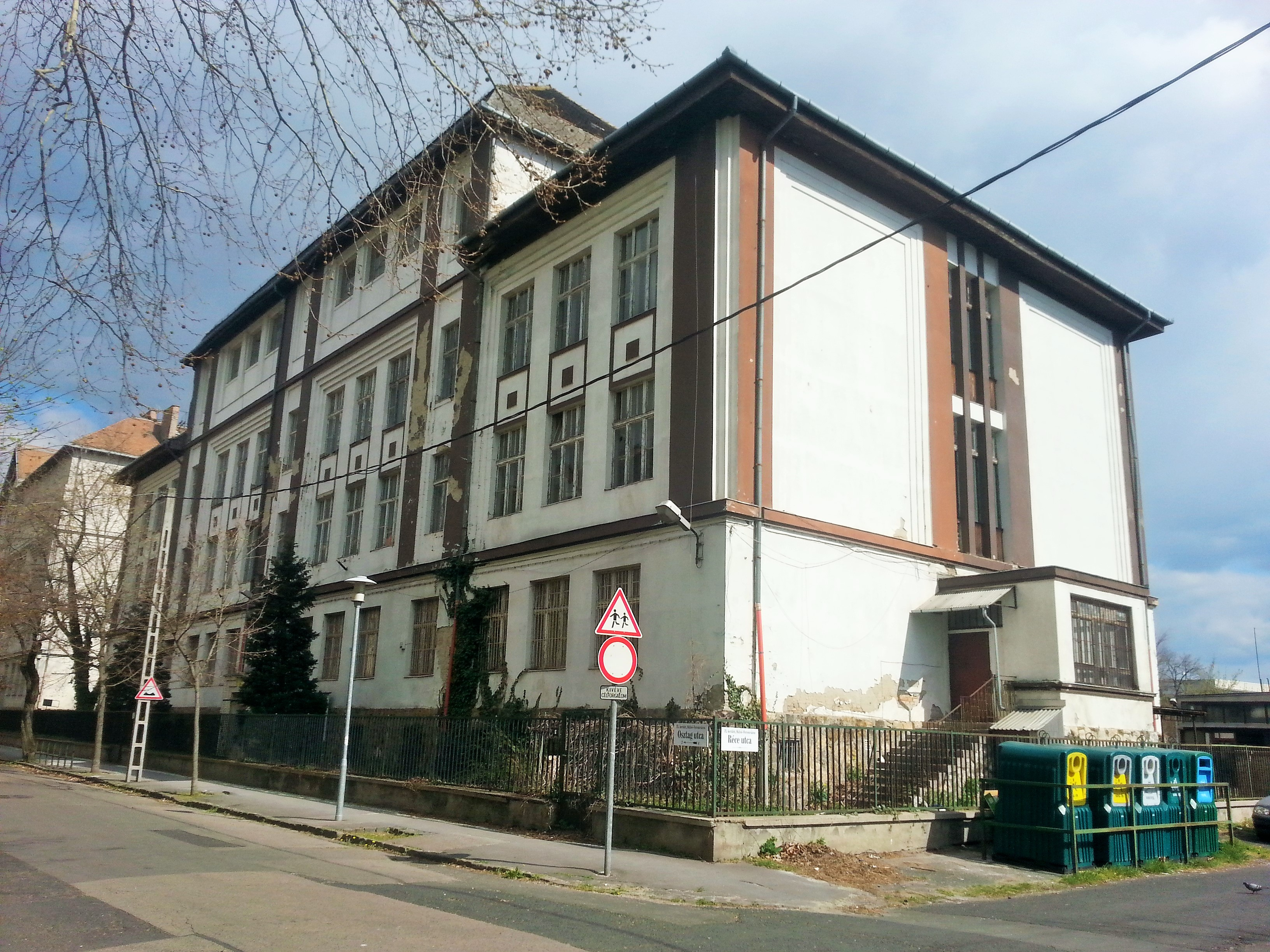
Osztag utca 25b iskolaépület, Budapest
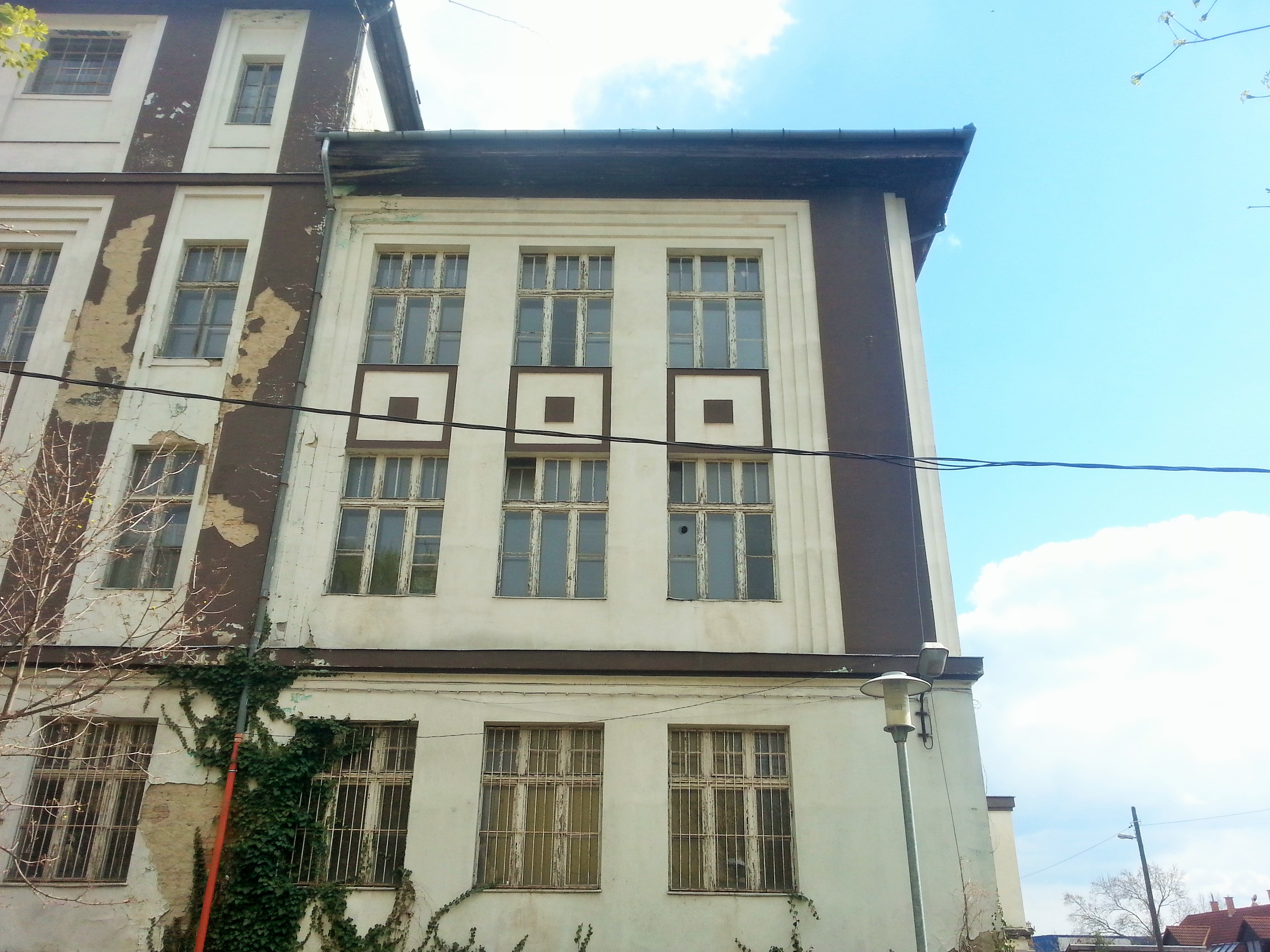
Osztag utca 25b iskolaépület, Budapest (részlet)
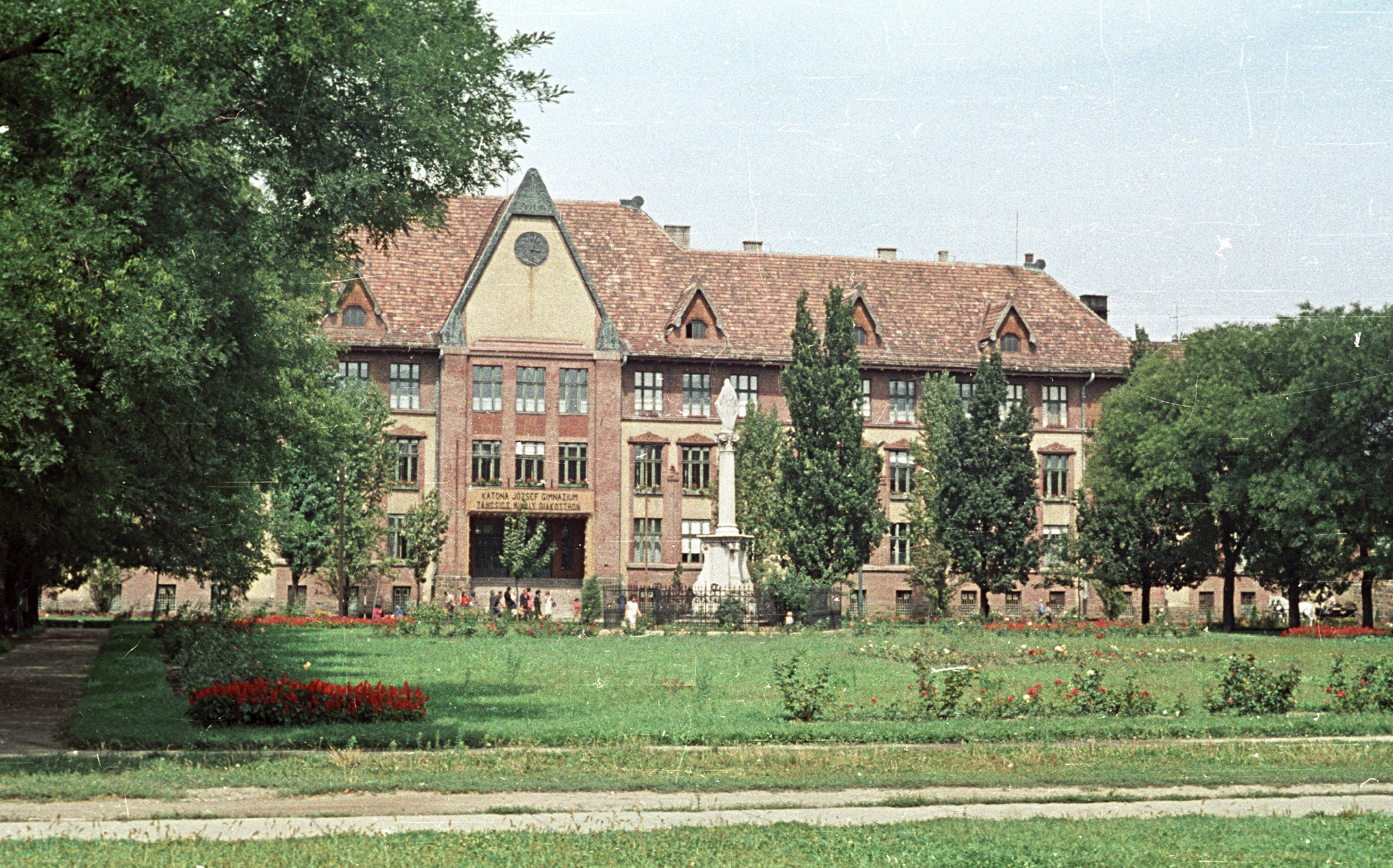
Katona József Gimnázium, Kecskemét
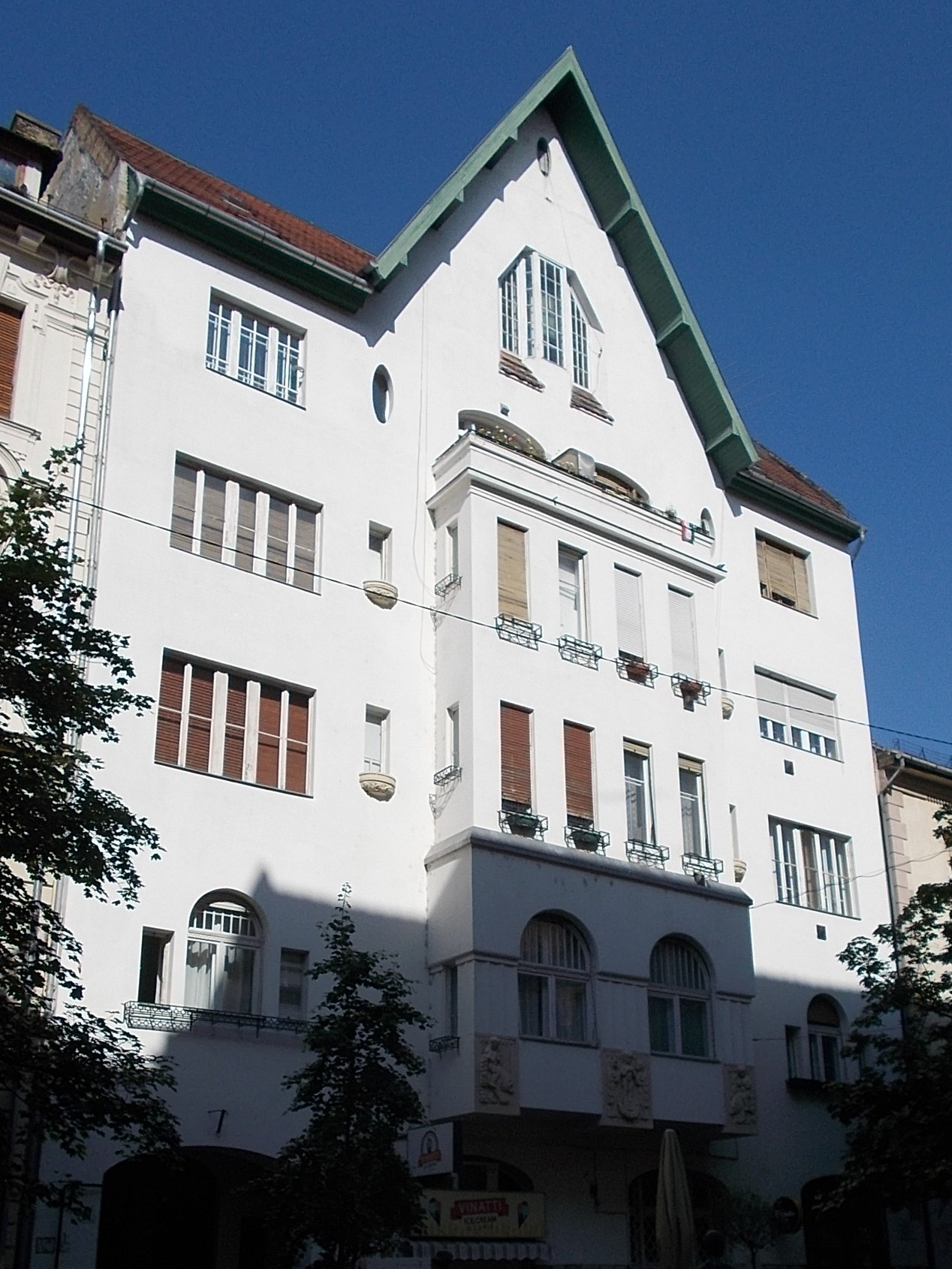
Frankel Leó út 20. Budapest